# Железен орден за съвременно изкуство „Венцислав Занков“
Железният орден за съвременно изкуство „Венцислав Занков“ е награда, учредена от Фондация за съвременно изкуство „Венцислав Занков“ през 2010 година.
Мисията на ордена е да посочва хора и дейности в областта на съвременното изкуство и култура, които изпълват със смисъл, енергия и значение маргинализирани области от съвременното изкуство и култура, като едновременно с това надскачат регионалните разбирания и клишета по отношение на актуални артистични, кураторски и концептуални практики.

## Носители на наградата
- 2010 – Веселина Сариева[1]
- 2011 – Галентин Гатев[1][3]
- 2012 – Руен Руенов[1]
- 2013 – Иво Димчев[1][4]

- 2014 – Росица Гецова и Спартак Дерменджиев[1]
- 2015 – Дан Тенев[1][5]
- 2016 – Сдружение „Изкуство в действие“[1]
- 2017 – Косьо Минчев[1][6][7]
- 2018 – Красимир Кръстев - Расим
- 2019 – Камен Старчев